# Чилимный
Чили́мный — посёлок в Приволжском районе Астраханской области, входит в состав Килинчинского сельсовета. Название происходит от растения чилим.

## Физико-географическая характеристика
Посёлок расположен в южной части Приволжского района на левом берегу реки Болды напротив села Весёлая Грива. Расстояние до Астрахани по прямой составляет 25 километров (до центра города), до районного центра села Началово — 18 километров, до центра сельсовета села Килинчи — 13 километров. По автодорогам, однако, расстояния до Астрахани и Началово значительно больше (46 километров до Астрахани и 33 до Началово), поскольку ближайший мост через Болду находится в 30 километрах к северу от Кинелле.

## История
В 1969 г. указом президиума ВС РСФСР поселок молочно-товарной фермы № 3 колхоза имени 20-го партсъезда переименован в Чилимный.

## Население
| 2002 | 2010 |
| ---- | ---- |
| 31   | ↗46  |

Национальный состав
Около 64 % населения составляют этнические казахи.

## Транспорт
Посёлок связан с Астраханью и Началовым одним маршрутом пригородных автобусных перевозок.